# Sarezzo
Sarezzo là một đô thị thuộc tỉnh Brescia trong vùng Lombardia ở Ý. Đô thị này có diện tích 17 km², dân số 12.380 người (thời điểm 31/12/2004).
Đô thị này có các làng sau: Zanano, Ponte Zanano, Noboli, Valle di Sarezzo.
Đô thị này giáp với các đô thị sau: Brione (Brescia), Gardone Val Trompia, Lumezzane, Marcheno, Polaveno, Villa Carcina.